# Сігетіо Ідзумі
Сігетіо Ідзумі (яп. 泉 重千代, 29 червня 1865?,Омонава, Сайкайдо — 21 лютого 1986?, Ісен, Кагосіма) — японський супердовгожитель, який вважався найстарішим чоловіком який прожив 120 років, 183 дня, але його вік був оскаржений GRG.

## Біографія
Сігетіо Ідзумі народився 29 червня 1865 року в Японії.
За словами Ідзумі, він чудово пам'ятав перепис населення в Японії 1871 року, куди його вписали 6-річний хлопчик. Ідзумі працював до 105 років викладачем у школі. У віці близько 100 років він поховав 90-річну дружину.
Протягом усього життя пив мережу («вогненну воду» — напій, що виробляється шляхом перегонки цукру), а в 70 років почав курити.
Своє довголіття Ідзумі пояснював благотворним впливом Бога, Будди, Сонця та Води. Помер Сігетіо Ідзумі 21 лютого 1986 о 12:15 за Гринвічем, у віці 120 років?, 183 дня?.
Так сталося, що Ідзумі помер у 111-й день народження ще однієї довгожительки Жанни Кальман, яка у лютому 1995 року увійшла в історію як перша (і поки що єдина) серед жінок, чий вік достовірно перевищив 120 років.

## Дискусія про вік
Свідоцтво про народження Ідзумі збереглося і було документальним підтвердженням того, що він справді був найстарішим з чоловіків, що коли-небудь жили, чий вік був достовірно відомий. Тим часом, низка японських дослідників вважає, що свідоцтво про народження могло належати старшому братові Ідзумі, який помер у ранньому віці, а його ім'ям батьки назвали майбутнього довгожителя. Згідно з розрахунками дослідників, вік Сігеті на момент смерті становив 105 років.